# KIPS
KIPS (Kawasaki Integrated Powervalve System)はカワサキが開発した2サイクルエンジン用の排気デバイスの名称である。

## 概要
KIPSは2サイクルエンジンに可変排気ポートとレゾネーターを付加して、高いエンジン回転域で最高出力が高くなる傾向にあった小排気量エンジンの中低速回転におけるトルクを向上させる機構である。1985年式のKX125とKX250に搭載された初期型ではシリンダーに副排気ポートとレゾネーターが設けられ、バルブによって同時に開閉する機構であったが、後に、主排気ポートのタイミングを可変とするバルブを加えて3-Way 2-Stage KIPSとされた。